# Pelni

Pelni-logo gebruikt sinds 2023.

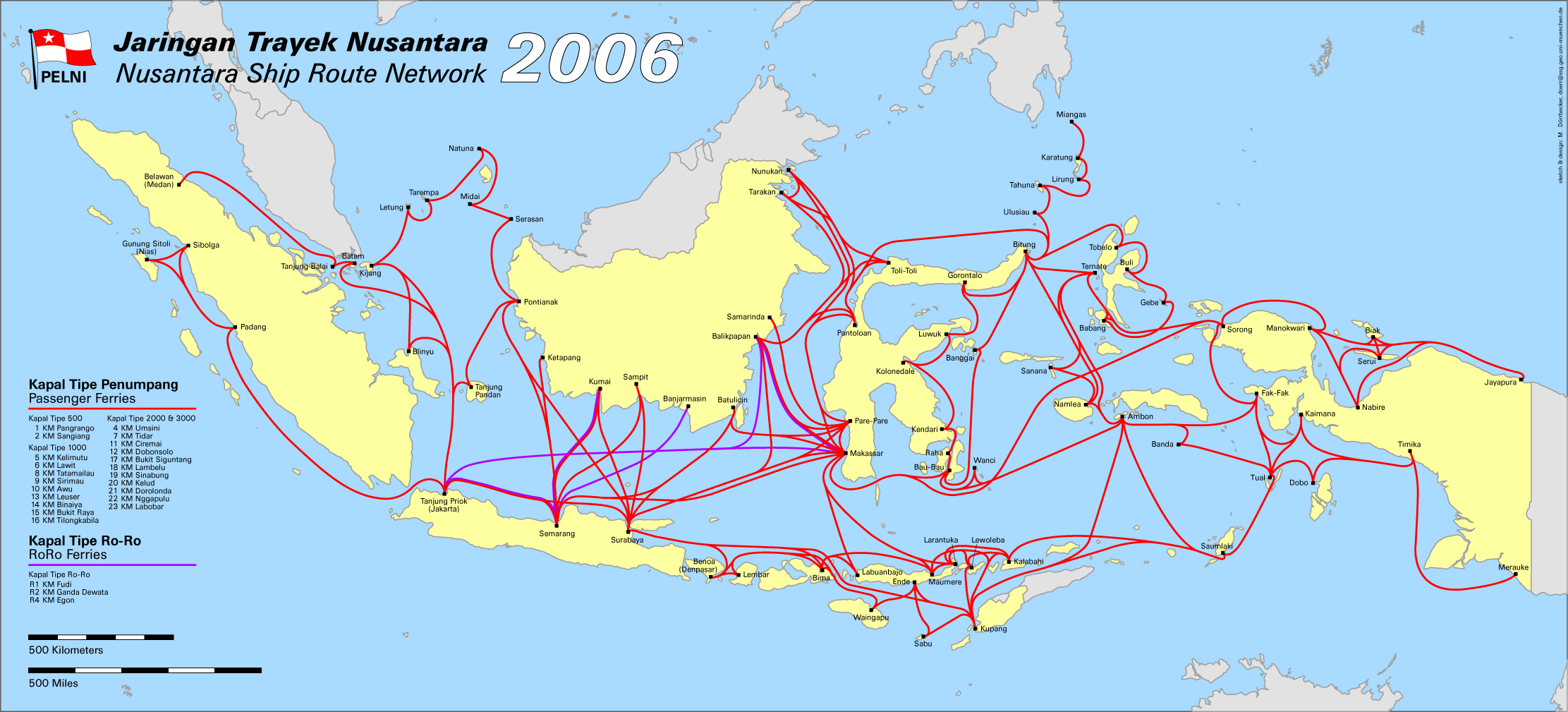
Het netwerk van Pelni in 2006.

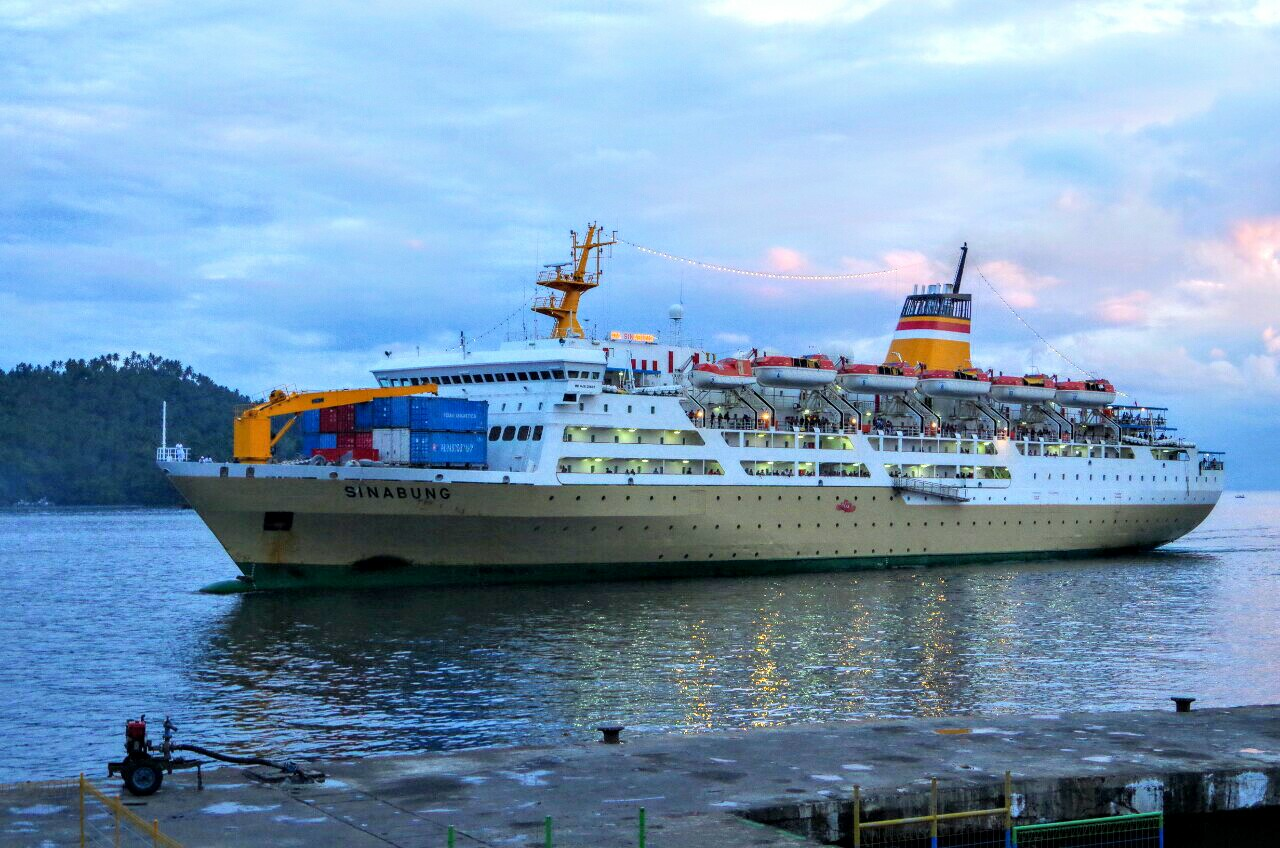
De KM Sinabung, een van de ferryschepen van Pelni met plaats voor 1906 passagiers te water gelaten in 1997

Pelni, de afkorting van de Pelayaran Nasional Indonesia, is de Indonesische nationale scheepvaartmaatschappij. Met een uitgestrekt net van veerverbindingen tussen de steden en eilanden speelt het bedrijf een belangrijke rol in de Indonesische mobiliteit, zowel voor passagiers als voor vracht. 
Pelni is een van de weinige overgebleven veerbedrijven dat economyclass aanbiedt op langeafstandsreizen. De meeste passagiersschipbedrijven zijn sinds de jaren 1960 gestopt met hun low-budget passagiersdiensten vanwege verschuivende trends in de richting van luchtvervoer. Pelni's vermogen om te overleven is vooral te danken aan monopolies op bepaalde routes en subsidies van de Indonesische overheid.

## Geschiedenis
Onder het Nederlandse koloniale bewind werd het Indonesische vervoer tussen eilanden gedomineerd door de Koninklijke Paketvaart Maatschappij (KPM), opgericht in 1888. Het hoofdkwartier van KPM was gevestigd in Amsterdam, maar de dagelijkse activiteiten werden aangestuurd vanuit Batavia, Nederlands-Indië (nu Jakarta).
Toen Indonesië eind jaren 40 van de 20e eeuw onafhankelijk werd, besloot de regering om Nederlandse bedrijven te nationaliseren. De Nederlanders weigerden KPM weg te geven, vanwege haar sterke positie als verbinder van de Indonesische archipel. KPM speelde ook een belangrijke rol in het transport van Nederlandse logistieke en militaire voorraden tijdens de Indonesische Nationale Revolutie. Als reactie op de Nederlandse weigering richtte Indonesië op 5 september 1950 PEPUSKA (Yayasan Penguasaan Pusat Kapal-kapal, Centraal gecontroleerde Schepen Stichting) op dat 8 schepen exploiteerde met een totale omvang van 4.800 ton draagvermogen. Door een gebrek aan ervaring en kapitaal slaagde PEPUSKA er echter niet in het monopolie van KPM over te nemen.
Op 28 april 1952 werd PEPUSKA ontbonden. Pelni (een bedrijf, niet zoals PEPUSKA een stichting) werd op dezelfde dag opgericht, met dezelfde vloot. Om de positie van Pelni te versterken, verstrekte de Indonesische Eximbank financiering om 45 nieuwe kustschepen uit West-Europese landen te kopen. In afwachting van de productie van deze nieuwe schepen huurde Pelni verschillende schepen uit vele landen over de hele wereld. Pelni gebruikte ook schepen die uit Japan waren geroofd in de Tweede Wereldoorlog. Deze strategieën bleken succesvol, omdat KPM leed onder een dalend marktaandeel en stakingen van de scheepsbemanning onder leiding van Soekarno's linkse doctrine. KPM staakte haar Indonesische activiteiten op 3 december 1957, amper twee dagen voor Zwarte Sinterklaas, en week uit naar Singapore.
Pelni bereikte zijn gouden tijdperk tijdens de vroege jaren 1980 tot late jaren 1990. Onder Soeharto's presidentschap met zijn Transmigrasi-programma was Pelni het belangrijkste transport om mensen van Java en Sumatra naar de oostelijke regio's van Indonesië te verplaatsen, omdat de luchttransportfaciliteiten nog onderontwikkeld waren.
Pelni leed in de jaren 2000 onder de goedkoper wordende vliegreizen. Sommige oudere schepen waren niet meer rendabel, met te hoge vaar- en onderhoudskosten waarbij de schepen ook niet meer verkocht raakten.
Pelni is sinds 2012 begonnen met het hervormen van zijn diensten en management, door zich meer te richten op toerisme en vrachtmarkt, naast het verbeteren van de huidige low-budget passagiersdiensten. Pelni begon sinds 2014 positieve inkomsten te boeken.
De passagiersschepen van Pelni zijn zeer herkenbaar met een grote gele schoorsteenpijp met rood-witte stroken en Pelni-logo. Pelni schilderde zijn schepen met witte kleur aan de bovenzijde van schepen en karmozijnrood aan de onderzijde. De rood met witte reddingsboten zijn ook gemakkelijk te herkennen van op afstand.